# Tscheu La Ling
Tscheu La Ling (* 6. ledna 1956, Haag, Nizozemsko) je bývalý nizozemský fotbalový útočník a reprezentant čínského původu. Mimo Nizozemsko působil na klubové úrovni v Řecku a Francii.
Po ukončení fotbalové kariéry se stal podnikatelem, založil společnost FITSHAPE zaměřenou na stravovací doplňky pro sportovce. V roce 2007 se stal vlastníkem slovenského fotbalového klubu FK AS Trenčín.

## Klubová kariéra
V Nizozemsku hrál za kluby FC Den Haag (vyhrál zde v sezóně 1974/75 nizozemský fotbalový pohár) a AFC Ajax, s nímž nasbíral celou řadu trofejí a dostal se i do reprezentace. V letech 1982–1984 působil v řeckém klubu Panathinaikos Athény, se kterým vyhrál v ročníku 1983/84 double (ligový titul a prvenství v řeckém poháru). Sezónu 1984/85 strávil ve francouzském klubu Olympique Marseille, odkud se vrátil do Nizozemska, nikoli však do Ajaxu, nýbrž do týmu rivala – Feyenoordu. Kariéru ukončil v ročníku 1986/87 v FC Den Haag.

## Reprezentační kariéra
V A-týmu Nizozemska debutoval 5. 10. 1977 v přátelském zápase v Rotterdamu proti mužstvu Sovětského svazu (remíza 0:0). Celkem odehrál v letech 1977–1982 za Oranje (nizozemský národní tým) 14 zápasů a vstřelil 2 góly.

### Reprezentační góly
Góly Tscheu La Linga za A-tým reprezentace Nizozemska
| Gól | Datum        | Stadion                                      | Soupeř          | Skóre (min.) | Výsledek | Soutěž          |
| --- | ------------ | -------------------------------------------- | --------------- | ------------ | -------- | --------------- |
| 010 | 22. 2. 1978  | Národní fotbalový stadion, Ramat Gan, Izrael | Izrael          | 01:2 0(65.)  | 1:2      | přátelský zápas |
| 020 | 20. 12. 1978 | Rheinstadion, Düsseldorf, Západní Německo    | Západní Německo | 02:1 0(62.)  | 3:1      | přátelský zápas |